# Chrysso trispinula
Chrysso trispinula là một loài nhện trong họ Theridiidae.
Loài này thuộc chi Chrysso. Chrysso trispinula được Chuandian Zhu miêu tả năm 1998.